# Parc provincial marin Pirates Cove
Le parc provincial marin Pirates Cove (anglais : Pirates Cove Marine Provincial Park ) est un parc provincial de la Colombie-Britannique situé sur l'île De Courcy. Il est situé à l'endroit où l'arnaqueur Brother XII (en) y a installé sa secte durant les années 1920 et 1930.